# Найджел Макгиннесс
Стивен Хаворт (англ. Steven Haworth, род. 23 января 1976, Лондон), более известный под именем Найджел Макгиннесс (англ. Nigel McGuinness), — английский актёр, комментатор рестлинга и бывший рестлер. В настоящее время работает в All Elite Wrestling (AEW).
Он наиболее известен по своей работе в WWE, где он работал в качестве комментатора в NXT, NXT UK и NXT Level Up. Как рестлер он известен своей работой в Ring of Honor (ROH) и Pro Wrestling Noah. Он владел титулом чистого чемпиона ROH в течение рекордных 350 дней и является бывшим чемпионом мира ROH, владея этим титулом 545 дней.
С октября 2009 по июнь 2011 года Хаворт выступал в Total Nonstop Action Wrestling под именем Десмонд Вульф. Это было его последнее выступление на ринге. Он вернулся в ROH в августе 2011 года в качестве комментатора и завершил карьеру 17 декабря 2011 года. Он покинул ROH в декабре 2016 года и вскоре после этого подписал контракт с WWE, работая комментатором на NXT и NXT UK.

## Ранняя жизнь
Стивен Хаворт родился в Лондоне 23 января 1976 года. Он вырос в Стэплхерсте, Кент, где посещал Мейдстоунскую грамматическую школу. Он был фанатом рестлинга с 12 лет, особенно любил «Основание Хартов» и «Британских бульдогов», и посетил SummerSlam в 1992 году в костюме Последнего воина. В 1990-х годах он учился в Университете Лестера, а в 1997 году окончил Кентский государственный университет, получив учёную степень по химии.

## Титулы и достижения
- The Baltimore Sun
  - Новичок года (2009)[4]
- FIST Wrestling

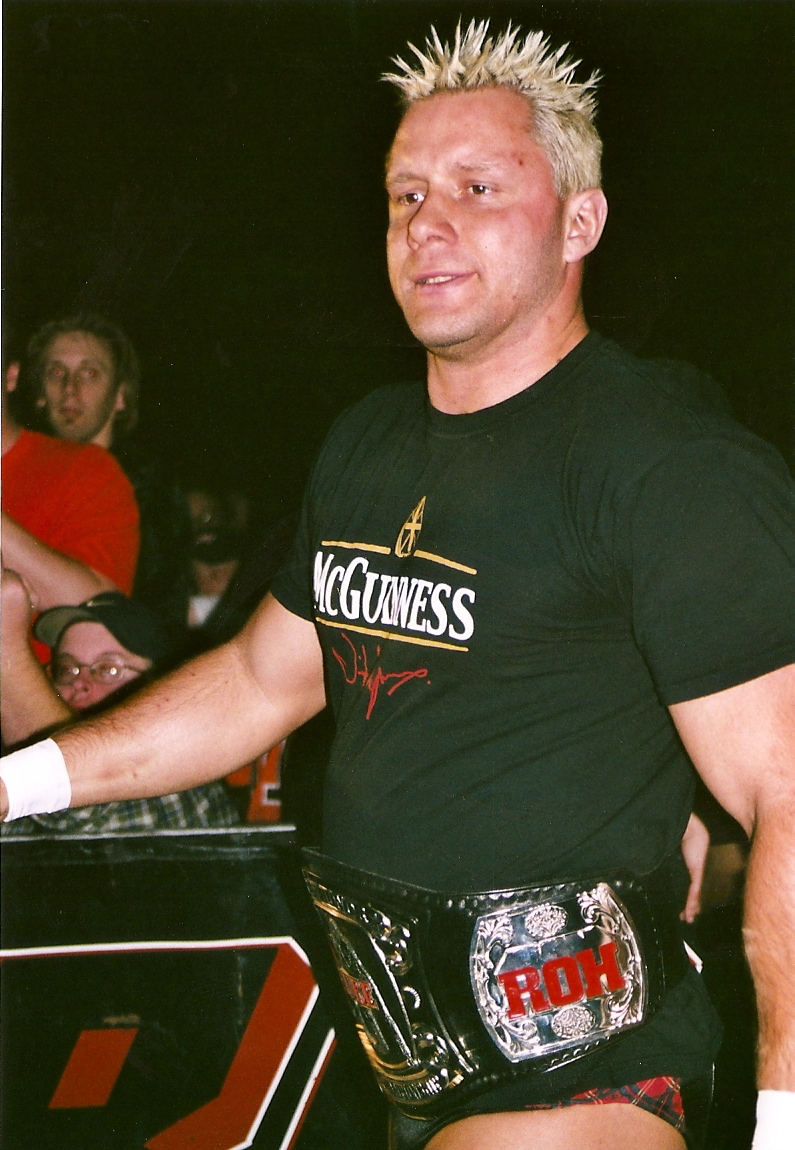
Найджел Макгиннесс с титулом чистого чемпиона ROH

  - Чемпион FIST в тяжёлом весе (1 раз, первый)[5]
- Heartland Wrestling Association
  - Европейский чемпион HWA (2 раза)[6]
  - Чемпион HWA в тяжёлом весе (2 раза)[6]
  - Командный чемпион HWA (2 раза) — с Бомбой замедленного действия[6]
- New Breed Wrestling Association
  - Чемпион New Breed в тяжёлом весе (2 раза)[6][7]
- One Pro Wrestling
  - Чемпион 1PW в открытом весе (1 раз)[8]
- Pro Wrestling Illustrated
  - № 6 в топ 500 рестлеров в рейтинге PWI 500 в 2009[9]
- Ring of Honor
  - Чистый чемпион ROH (1 раз)[10]
  - Чемпион мира ROH (1 раз)[11]
- Total Nonstop Action Wrestling
  - Турнир претендентов № 1 на звание командных чемпионов мира TNA (2010) — с Магнусом[12]
- Другие титулы
  - Кубок короля Европы (2007)[6]